# 마날 알샤리프
마날 알샤리프(아랍어: منال الشريف, 1979년 4월 25일 ~ )는 사우디아라비아의 여성 권리 운동가이다. 2011년부터 사우디아라비아에서 여성이 운전할 권리를 위해 활동하고 있다. 2011년 5월 19일, 그녀는 와제하 알후와이데르와 함께 자동차로 운전하는 모습을 담아 인터넷에 비디오를 게시했다.

## 같이 보기
- 이슬람 여성주의
- 함자 카슈가리